# Religió a Guinea Bissau
| Religió a Guinea Bissau | Religió a Guinea Bissau | Religió a Guinea Bissau | Religió a Guinea Bissau | Religió a Guinea Bissau |
| ----------------------- | ----------------------- | ----------------------- | ----------------------- | ----------------------- |
| Religió                 |                         |                         | Percent                 |                         |

| <div style="background-color:#45; width: Error de l'expressió: Signe de puntuació no reconegut "["px; height: 12px;"> | Green |

| <div style="background-color:#22.1; width: Error de l'expressió: Signe de puntuació no reconegut "["px; height: 12px;"> | red |

| <div style="background-color:#15.9; width: Error de l'expressió: Paraula no reconeguda "no".px; height: 12px;"> | blue |

| <div style="background-color:#14.9; width: Error de l'expressió: Signe de puntuació no reconegut "["px; height: 12px;"> | pink |

| <div style="background-color:#2; width: Error de l'expressió: Paraula no reconeguda "cap".px; height: 12px;"> | yellow |

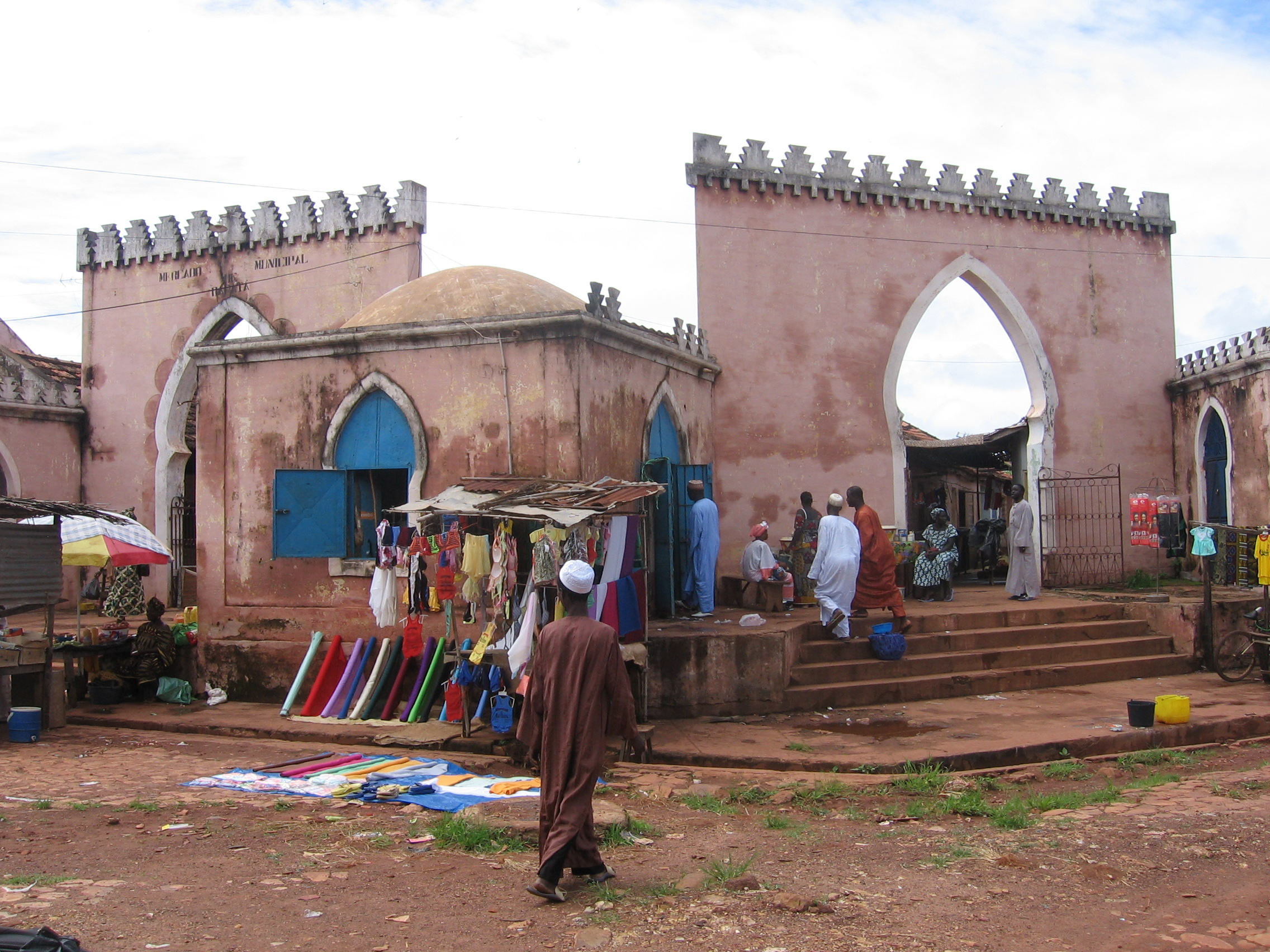
Homes amb roba islàmica, Bafatá, Guinea Bissau.

Aquest és un article sobre la religió a Guinea Bissau. Al llarg del segle xx, la major part dels habitants de Guinea Bissau practica algun tipus d'animisme. Recentment, molts han adoptat l'islam, que en l'actualitat el practica un 50% de la població del país; la majoria dels musulmans de Guinea Bissau segueixen la denominació malikita sunnita, amb minories xiïta i ahmadiyya.
Aproximadament el 10% de la població del país pertany a la comunitat cristiana, i el 40% continuen mantenint creences indígenes. Aquestes estadístiques poden ser enganyoses, però, ja que les dues pràctiques islàmiques i cristianes poden estar influenciats en gran manera pel sincretisme amb les creences tradicionals africanes. L'islam es practica més àmpliament pels grups ètnics fulbe i malinkes grups ètnics, i els musulmans són majoritaris al nord i nord-est.
Els practicants de les creences religioses tradicionals indígenes generalment viuen a tot el país menys a les zones del nord del país. Els cristians pertanyen a diversos grups, incloent l'Església Catòlica Romana (incloent els afroportuguesos) i diverses denominacions protestants. Els cristians es concentren a Bissau i altres grans ciutats.
Els missioners] estrangers actuen al país sense restriccions. La Constitució estableix la llibertat religiosa, i el govern generalment respecta aquest dret en la pràctica. En 2007, el govern dels Estats Units no ha rebut informes d'abusos socials o discriminació basada en la creença o pràctica religiosa.